# Radical Clock

Cyclisierungen von Alkylradikalen sind geeignete Reaktionen

Die Radical Clock ist eine Methode der chemischen Reaktionskinetik zur indirekten Messung von Geschwindigkeitskonstanten von Reaktionen eines Radikals. Um diese Methode anwenden zu können, muss dem Radikal ein unimolekularer Reaktionsweg offenstehen, für den die Geschwindigkeitskonstante gut bekannt ist. Dies ist bei Alkylradikalen oft der Fall. Bei dieser sogenannten Clock Reaction handelt es sich oft um eine Ringschluss-, Ringöffnungs- oder eine Umlagerungsreaktion oder um Elektronentransfer. Bei der Anwendung der Methode steht diese Reaktion in Konkurrenz zu der (meist) bimolekularen Reaktion, an deren Geschwindigkeitskonstante man interessiert ist. Das Verzweigungsverhältnis zwischen beiden Reaktionen wird dann durch Analyse der Reaktionsprodukte bestimmt. Es hängt ab von der (geeignet zu wählenden) Konzentration des Reaktionspartners.
Der Vorteil der Methode ist die relative Einfachheit der Produktanalytik, z. B. Gas- oder Flüssigkeitschromatographie oder NMR-Spektroskopie, sodass bei Verfügbarkeit einer Clock Reaction oft mehrere bimolekulare Reaktionen an diese angeschlossen werden.
Eine mögliche Komplikation ist die Reversibilität der Clock Reaction, die unter Umständen durch eine Weiterreaktion entschärft werden kann. In solchen Fällen ist es nötig, das Verzweigungsverhältnis für verschiedene Konzentrationen zu bestimmen und einen Reaktionsmechanismus anzufitten.